# Brassica oleracea var. ramosa
Brassica oleracea var. ramosa, conocida como col de mil cabezas o tallos, es una variedad perenne de col común (Brassica oleracea), cultivada como verdura por sus hojas tiernas, que se comen preferentemente cocidas como verdura en estofados, guisos y sopas.